# Petite rivière Péribonka
Pour les articles homonymes, voir Péribonka.
La Petite rivière Péribonka est un affluent de la rivière Péribonka, coulant dans le territoire non organisé de Passes-Dangereuses ainsi que dans les municipalités de Sainte-Jeanne-d'Arc et de Péribonka, dans la municipalité régionale de comté (MRC) de Maria-Chapdelaine, dans la région administrative du Saguenay-Lac-Saint-Jean, au Québec, au Canada. La partie intermédiaire du cours de cette rivière traverse vers le Sud la zec des Passes (ZEC) ; la partie inférieure traverse les cantons de Desrivières, Primeau, Tanguay, Ménard, Hudon, Petit, Proulx.
La foresterie constitue la principale activité économique du secteur ; les activités récréotouristiques, en second ; les activités agricole (dans la partie inférieure), en troisième.
La partie intermédiaire et supérieure de la vallée de la petite rivière Péribonka est surtout desservie par la route forestière R0222, ainsi que des routes forestières secondaires. La partie inférieure de la vallée est surtout desservie par la route 169, le chemin de la Chute Blanche, le chemin du pont Couvert et le chemin de la Domtar. Le reste de la vallée est desservie par des routes forestières secondaires se connecte au réseau routier plus au Sud,,.
La surface de la petite rivière Péribonka habituellement gelée de la fin novembre au début avril, toutefois la circulation sécuritaire sur la glace se fait généralement de la mi-décembre à la fin mars.

## Géographie
Les principaux bassins versants voisins de la petite rivière Péribonka sont :
- côté Nord : rivière Brûle-Neige, rivière Noire, rivière Doucet, rivière du Banc de Sable, rivière Mistassibi, rivière au Serpent Sud-Ouest, rivière au Serpent, rivière du Sapin Croche ;
- côté Est : rivière Saint-Ludger, rivière Milot, rivière Épiphane, rivière Alex, rivière Épiphane, rivière Manigouche, rivière des Épinettes Noires, rivière du Banc de Sable, rivière Brûlée, rivière Péribonka ;
- côté Sud : rivière Taillon, lac Saint-Jean, rivière Péribonka ;
- côté Ouest : rivière Mistassibi, rivière Mistassini, rivière Doucet, rivière des Savard[2].

La petite rivière Péribonka prend sa source à l’embouchure du lac de la Tente (longueur : 1,0 km ; altitude : 497 m). Cette source de la rivière est située à :
- 29,9 km à l’Est de la rivière Péribonka ;
- 15,9 km à l’Ouest du lac Alex lequel est traversé vers le Sud par la rivière Alex ;
- 22,2 km à l’Est de la rivière Mistassibi ;
- 71,2 km au Nord de l’embouchure de la petite rivière Péribonka (confluence avec la rivière Péribonka) ;
- 73,3 km au Nord de l’embouchure de la rivière Péribonka (confluence avec le lac Saint-Jean).

À partir de sa source (lac de la Tente), située entre le cours de la rivière Alex (situé du côté Est) et le cours de la rivière Mistassibi (situé du côté Ouest), le cours de la petite rivière Péribonka descend sur km en traversant surtout des zones forestières et parfois agricoles dans la partie inférieure de la vallée, selon les segments suivants :
Cours supérieur de la Petite rivière Péribonka (segment de 22,7 km)
- 4,2 km vers le Nord-Ouest notamment en traversant sur 2,0 km le lac des Ilets (longueur : 2,4 km ; altitude : 481 m), puis sur 0,75 km le lac Hémon (longueur : 2,7 km ; altitude : 483 m) jusqu’à son embouchure ;
- 10,7 km vers l’Ouest, puis vers le Sud-Ouest notamment en traversant le lac Brûlé Nord (longueur : 1,7 km ; altitude : 293 m) sur sa pleine longueur jusqu’à son embouchure ;
- 2,2 km vers le Sud notamment en traversant le lac Brûlé de la Charrue (longueur : 1,2 km ; altitude : 292 m), puis vers le Sud-Ouest jusqu’à la confluence du ruisseau de la Charrue (venant du Sud) ;
- 5,6 km vers le Sud-Ouest en formant deux grandes boucles vers le Nord-Est, en recueillant la décharge (venant du Nord) du lac à l’Outarde et la décharge (venant du Nord) du lac Foch, jusqu’à la décharge (venant de l’Est) du lac à l’Île Blanche ;

Cours intermédiaire de la Petite rivière Péribonka (en aval de la décharge du lac à l’Île Blanche) (segment de 20,3 km)
- 3,1 km vers le Sud-Ouest en recueillant la décharge (venant de l’Est) du lac de la Montagne et la décharge (venant du Sud-Est) du lac Georges, ainsi qu’en recueillant la décharge (venant du Nord-Ouest) d’un ensemble de lacs non identifiés, jusqu’à un coude de rivière ;
- 8,3 km vers le Sud en longeant partiellement la route forestière R0222 et en formant un crochet vers l’Est en fin de segment pour recueillir un ruisseau (venant de l’Est), jusqu’à la décharge (venant du Nord-Ouest) d’un ensemble de lacs non identifiés ;
- 2,4 km vers le Sud en recueillant la décharge (venant de l’Est) du lac Jules jusqu’à un coude de rivière, puis vers l’Ouest en traversant quelques rapides jusqu’à la rivière Doucet (venant du Nord) ;
- 3,4 km vers le Sud jusqu’à un coude de rivière, puis vers l’Ouest jusqu’à la décharge (venant du Sud-Est) du lac des Cyprès ;
- 3,1 km vers l’Est en traversant plusieurs rapides, en passant au Nord d’une montagne et en recueillant la décharge (venant du Nord) d’un ensemble de lacs non identifiés, puis le Sud-Ouest jusqu’à la décharge (venant du Nord) du lac Joseph ;

Cours intermédiaire de la Petite rivière Péribonka (en aval de la décharge du lac Joseph) (segment de 42,1 km)
- 1,2 km vers le Sud-Est notamment en traversant le lac du Camp (longueur : 0,8 km ; altitude : 203 m) sur sa pleine longueur jusqu’à son embouchure, correspondant au pont de la route forestière R0222 ;
- 1,2 km vers le Sud-Est en traversant un lac non identifié (altitude : 203 m) sur sa pleine longueur jusqu’à son embouchure ;
- 6,6 km vers le Sud-Est notamment en traversant un lac non identifié (longueur : 2,2 km ; altitude : 200 m) sur sa pleine longueur jusqu’à son embouchure ;
- 6,2 km vers le Sud-Est, puis le Sud notamment en traversant quatre zones où la rivière s’élargit, jusqu’à la décharge du lac de l’Ouest et du lac des Vases ;
- 8,1 km vers le Sud-Est notamment en traversant le Petit lac Long (longueur : 2,2 km ; altitude : 182 m) sur sa pleine longueur jusqu’à son embouchure ;
- 6,0 km vers le Sud en traversant un petit lac non identifié (altitude : 179 m), en recueillant la décharge (venant du Nord-Est) du lac Ouitouche et en traversant le lac de la Main (altitude : 176 m), jusqu’au ruisseau Savane (venant du Nord-Ouest) ;
- 12,8 km vers le Sud en recueillant la décharge (venant de l’Est) du lac Noir et la décharge (venant de l’Est) du Grand lac Clair, puis vers le Sud-Ouest en drainant de petits zones de marais, jusqu’au Crique Brochet (venant du Nord). Note : ce crique draine notamment le lac Brochet ;

Cours inférieur de la Petite rivière Péribonka (segment de 35,4 km)
- 8,3 km vers le Sud en coupant la route forestière R0275 drainant une zone de marais (située du Côté Est), puis vers le Sud-Ouest, jusqu’à la chute Brûlée ;
- 14,2 km vers le Sud-Ouest en formant de grands S en début de segment et en traversant la chute des Noyés en fin de segment, jusqu’au pont du village de Sainte-Jeanne-d'Arc ;
- 6,8 km vers le Sud-Est en zone agricole et en recueillant la rivière Noire (venant du Nord), jusqu’au pont de la route 169 au village de Saint-Amédée-de-Péribonka ;
- 6,1 km vers le Sud en formant de grands serpentins (en zones de marais, à proximité) et en recueillant le ruisseau à la Peinture (en fin de segment), jusqu'à l'embouchure de la rivière[2].

L'embouchure de la petite rivière Péribonka se déverse au fond d’une baie sur la rive Ouest de la rivière Péribonka. Cette confluence est située à :
- 2,1 km au Sud-Ouest du centre du village de Péribonka ;
- 19,2 km au Nord-Est de l’embouchure de la rivière Mistassini (confluence avec le lac Saint-Jean) ;
- 17,0 km au Sud-Ouest du centre du village de Sainte-Monique ;
- 2,3 km au Nord-Est de l’embouchure de la rivière Péribonka (confluence avec le lac Saint-Jean) ;
- 27,9 km au Nord-Ouest de l’embouchure du lac Saint-Jean (confluence avec la Grande Décharge) ;
- 40,1 km au Nord du centre-ville d’Alma[2].

À partir de l’embouchure de la Petite rivière Péribonka, le courant descend sur 2,3 km le cours de la rivière Péribonka vers le Sud-Ouest. À l’embouchure de cette dernière, le courant traverse le lac Saint-Jean sur 29,3 km vers l’Est, puis emprunte le cours de la rivière Saguenay vers l’Est sur 155 km jusqu'à la hauteur de Tadoussac où il conflue avec le fleuve Saint-Laurent.

## Toponymie
Le toponyme « Petite rivière Péribonka » dérive du nom cours d’eau principal « rivière Péribonka ». Il a été officialisé le 18 décembre 1986 à la Banque des noms de lieux de la Commission de toponymie du Québec.